# Kempynus longipennis
Kempynus longipennis är en insektsart som först beskrevs av Walker 1853.  Kempynus longipennis ingår i släktet Kempynus och familjen vattenrovsländor. Inga underarter finns listade i Catalogue of Life.